# Cardamine lacustris
Cardamine lacustris là một loài thực vật có hoa trong họ Cải. Loài này được (E.B.G.Jones & P.N.Johnson) Heenan mô tả khoa học đầu tiên năm 2002.